# Serieneinband
Als Serieneinband werden Bucheinbände bezeichnet, die für verschiedene Bücher den gleichen Einbandentwurf nutzen, so bei Schriftenreihen (auch Reihenausgaben) eines Verlags. Serieneinbände sind mit der Entstehung der Verlagseinbände ab Mitte des 19. Jahrhunderts in Europa verbreitet. Der gleiche Entwurf wird meist lediglich durch Änderung des Titels und Autors auf dem vorderen Buchdeckel und dem Buchrücken an den Inhalt angepasst. Auch passende Vignetten mit Abbildungen des Autors des einzelnen Bandes sind möglich. Die Materialien und Farben der Bezugsmaterialien können variieren.
Ein Entwurf eines Einbands kann bei verschiedenen Verlagen auftauchen. Urheberrechtsfragen bleiben nicht selten unklar, obwohl zu vermuten ist, dass es Vereinbarungen gab.
Serieneinbände verschaffen Reihenausgaben eine gestalterische Identität und damit Wiedererkennbarkeit. Sie stellen ein Mittel des Marketings dar. Sie sind kostengünstiger, als wenn für jeden Einband ein neuer Entwurf erstellt werden müsste.
Serieneinbände wurden ab Ende des 19. Jahrhunderts bis Anfang des 20. Jahrhunderts häufig von Kommissionsbuchhändlern verwendet, die von Verlagen Buchblöcke in großen Mengen gut verkäuflicher Titel erwarben und mit eigenen Entwürfen in Auftragsbuchbindereien binden ließen. Es kann also vom gleichen Buch Verlagsausgaben und Kommissionsausgaben mit unterschiedlichen Einbänden geben, wie zum Beispiel zu Carl Bulckes Roman Irmelin Rose, Dresden : Reißner 1908. Sowohl Verlags- als auch Kommissionsausgabe sind im Kolophon mit „Den Umschlag sowie den Einband des Buches entwarf Prof. Henry van de Velde in Weimar“ gekennzeichnet, obwohl es sich beim Kommissionseinband um einen Serienentwurf eines unbekannten Künstlers handelt.
Beispiele:
- Bibliothek der Romane, des Insel-Verlags Leipzig ab 1911. Diese Romanreihe erschien in mehreren Ausstattungsvarianten, so als Vorzugsausgabe in Leder, als Normalausgabe in Gewebe, von 1917 bis 1923 wegen Materialknappheit auch als Broschur oder Halbgewebeband. Entwurf von Emil Rudolf Weiss.[2]
- Serienentwurf für Reclam, Leipzig von Peter Behrens[3]
- Romanreihe des Verlags der Literaturwerke Minerva[4]
- Illustrierte Klassiker-Bibliothek des Bong-Verlags[5]
- Klassikerausgaben verschiedener Verlage (Carl Herrmann Otto & Co., Berlin-Schöneberg; August Weichert, Berlin; R. Levi, Stuttgart), Entwurf von Hanns Anker (Monogramm HA):[6]

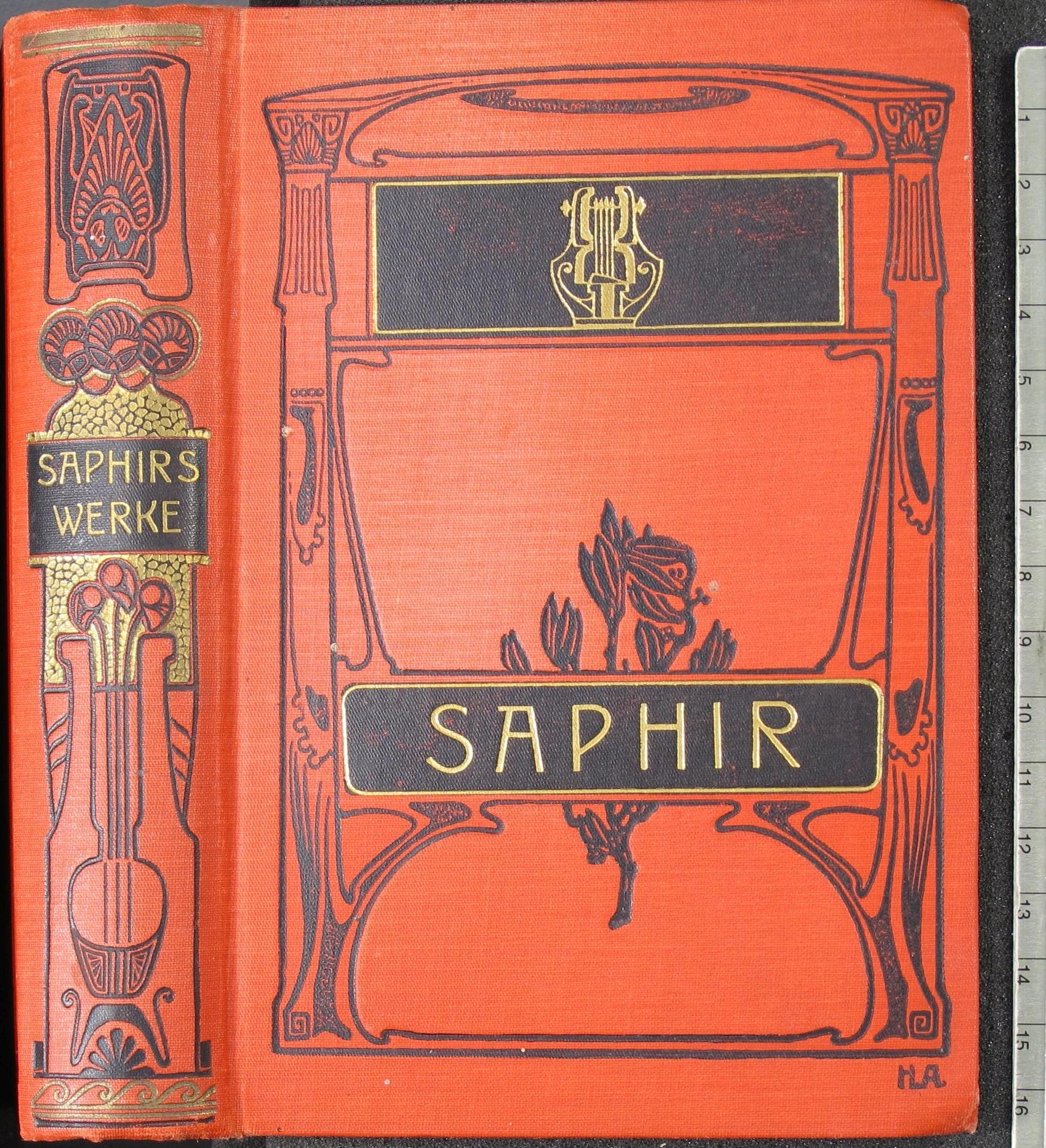
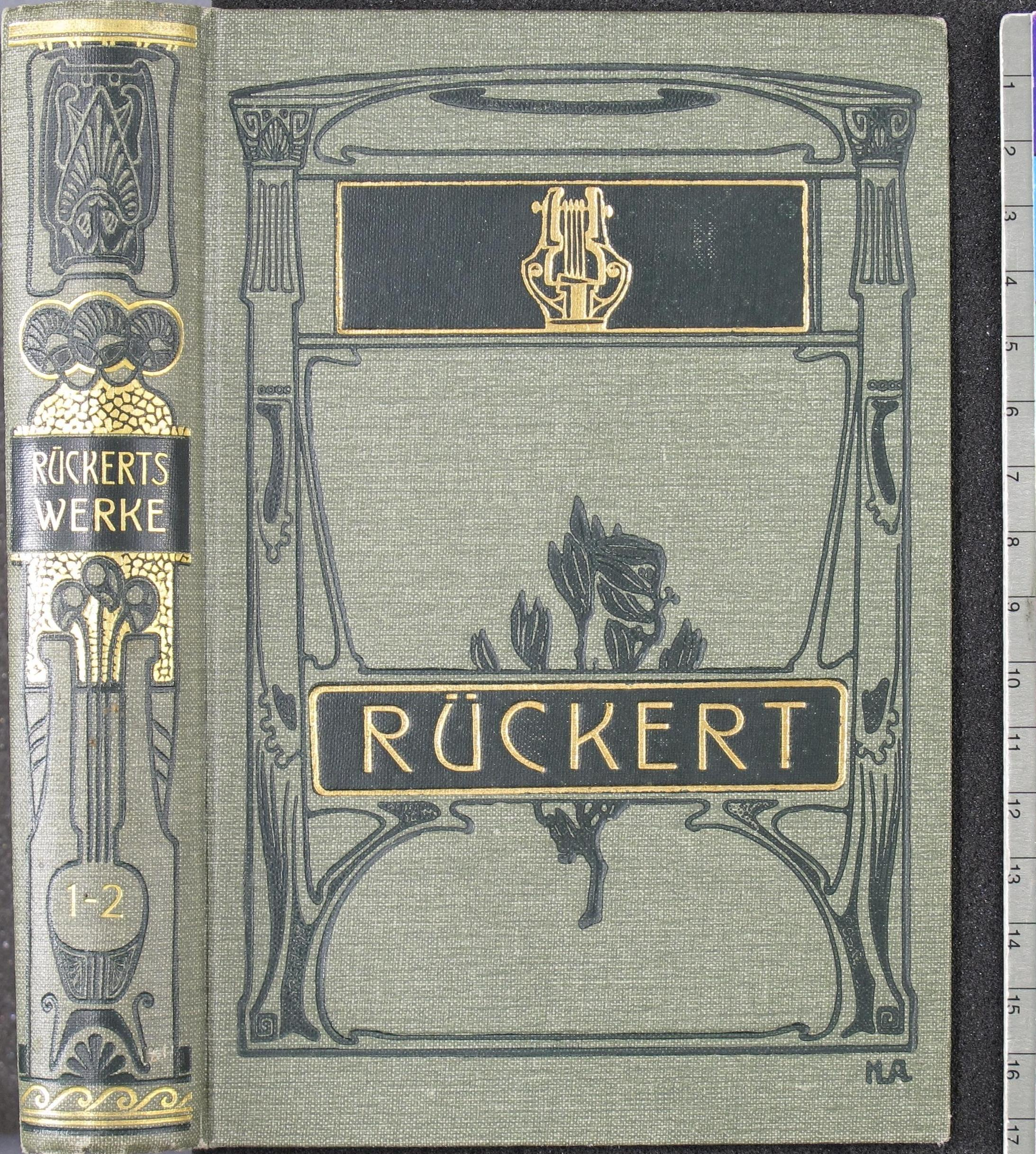
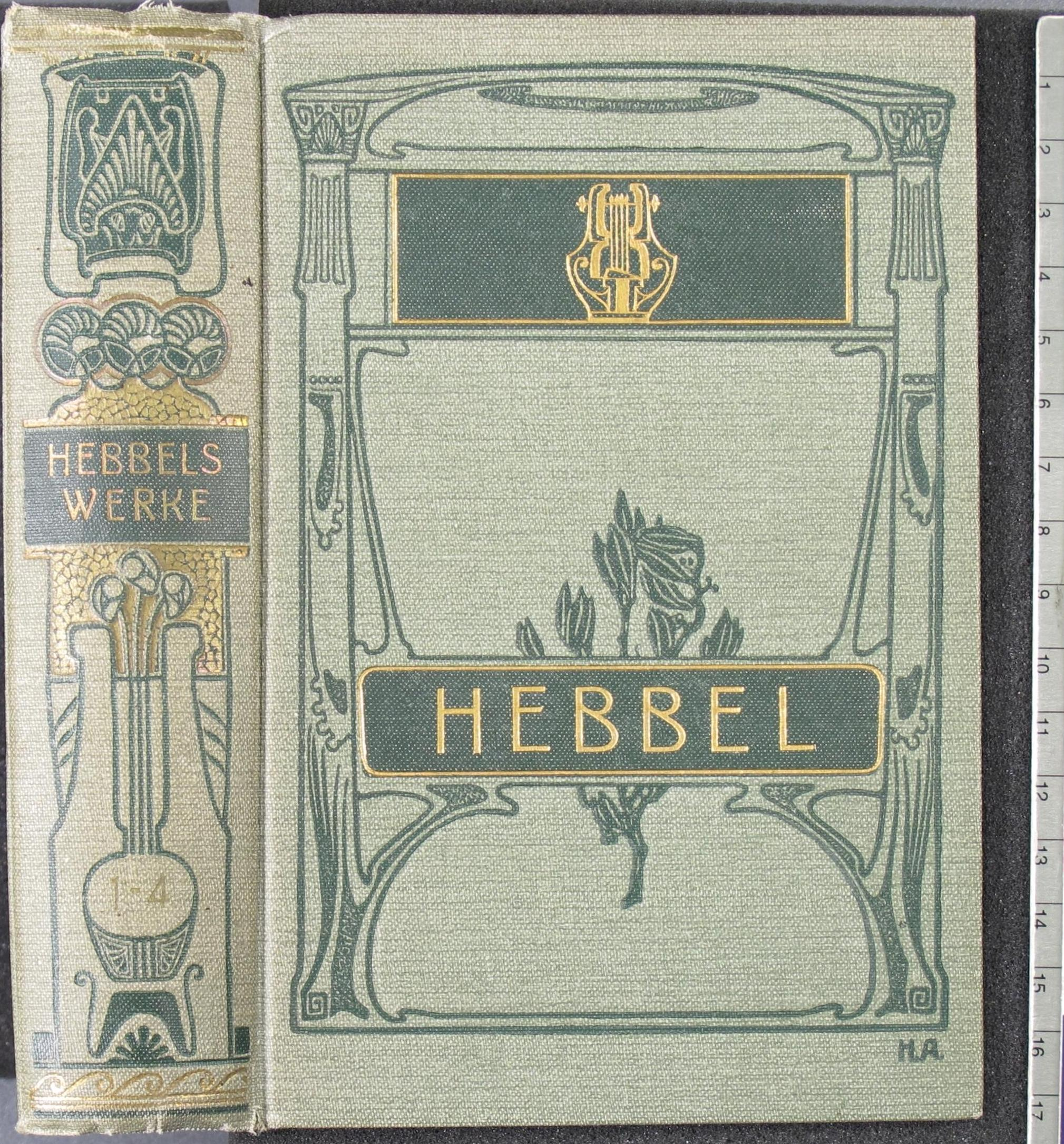
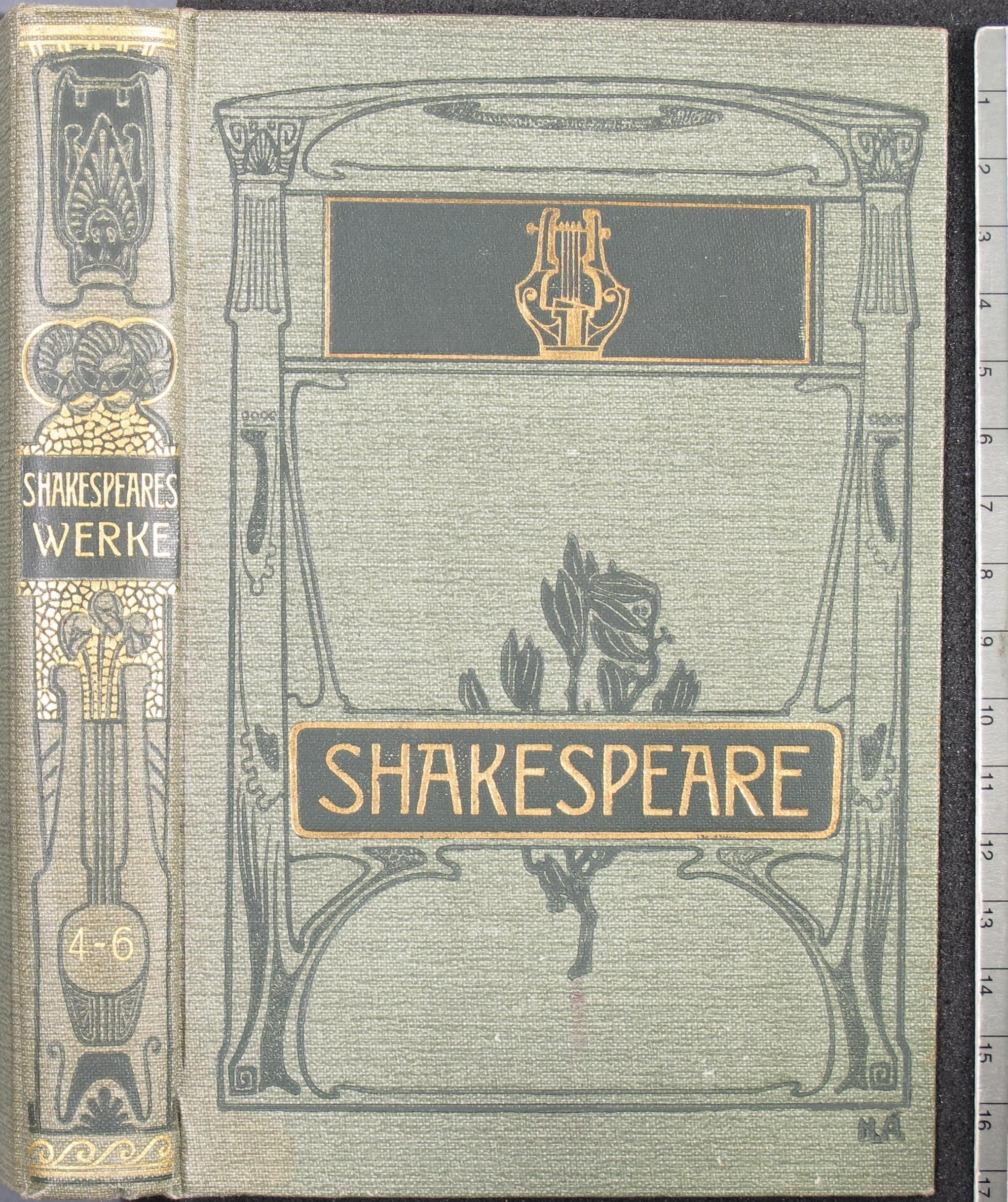